# Порт-Огаста
Порт-Огаста (англ. Port Augusta) — місто (англ. city) на півдні Австралії, у штаті Південна Австралія. Порт-Огаста є окремою міською територією місцевого самоврядування. Населення — 14 200 чол. (за оцінкою 2007 року).

## Географія
Місто розташоване на півдні Австралійського континенту, на березі затоки Спенсер у найпівнічнішій її точці.

## Клімат
Клімат у Порт-Огасті посушливий, спекотний взимку і прохолодний влітку (такий сезонний розподіл температур характерний для Південної півкулі).

## Історія

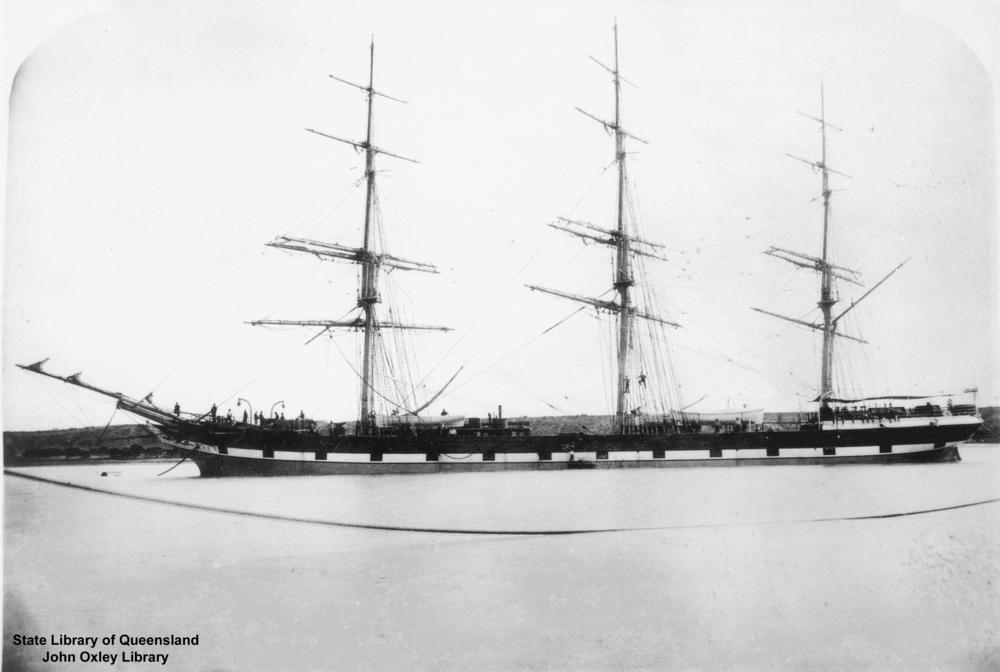
Корабель «Елдергроув» в міському порту (1885).

До приходу європейців на цій території проживали австралійські племена бангкарла і нугуна. Першим з європейцем, що ступив на ці землі, став англійський мандрівник Метью Фліндерс, що з'явився тут в 1802 році. Неподалік цього місця він дослідив гірський хребет, згодом названий його іменем.
В 1839 році з берегів затоки, на якій нині розташований Порт-Огаста, вирушив у подорож Едвард Ейр, який, подолавши хребет Фліндерс, відкрив велике солоне озеро (нині озеро Ейр)).